# Serapion de scholastiek
De heilige Serapion de scholastiek, 4e eeuw, ook wel Serapion van Thmuïs genoemd, was een beroemde catecheet in de Alexandrijnse school. Hij was zelf opgeleid door Antonius de Grote, en innig bevriend met de heilige Athanasius de Grote. In 359 werd hij door de arianen van zijn leerstoel verdreven. Ook streed hij tegen de leer van Maní. Volgens sommigen was het Serapion die de heilige Thaïs van Alexandrië bekeerde, anderen schrijven dit toe aan de heilige Bessarion of de heilige Paphnutius van Heraklea.
Zijn feestdag is op 21 maart.